# Liste der Fernstraßen in Kambodscha
Diese Liste von Fernstraßen in Kambodscha zeigt die überregionalen Straßen in Kambodscha, die als Fernstraßen gelten (Stand 10/2022).

## National Highways

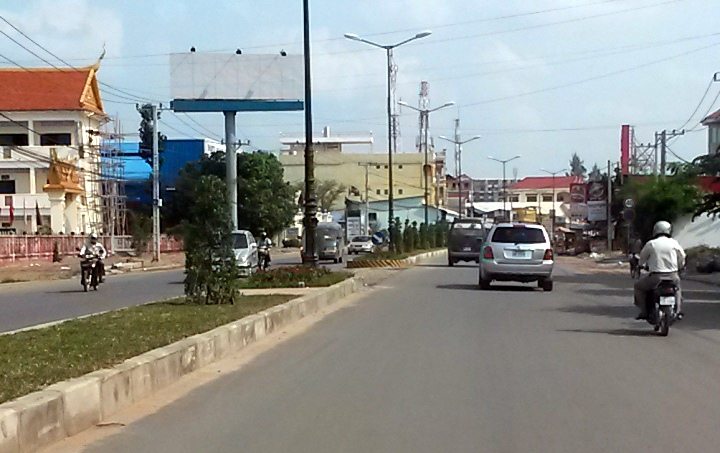
Kambodscha National Highway 6 (2014)

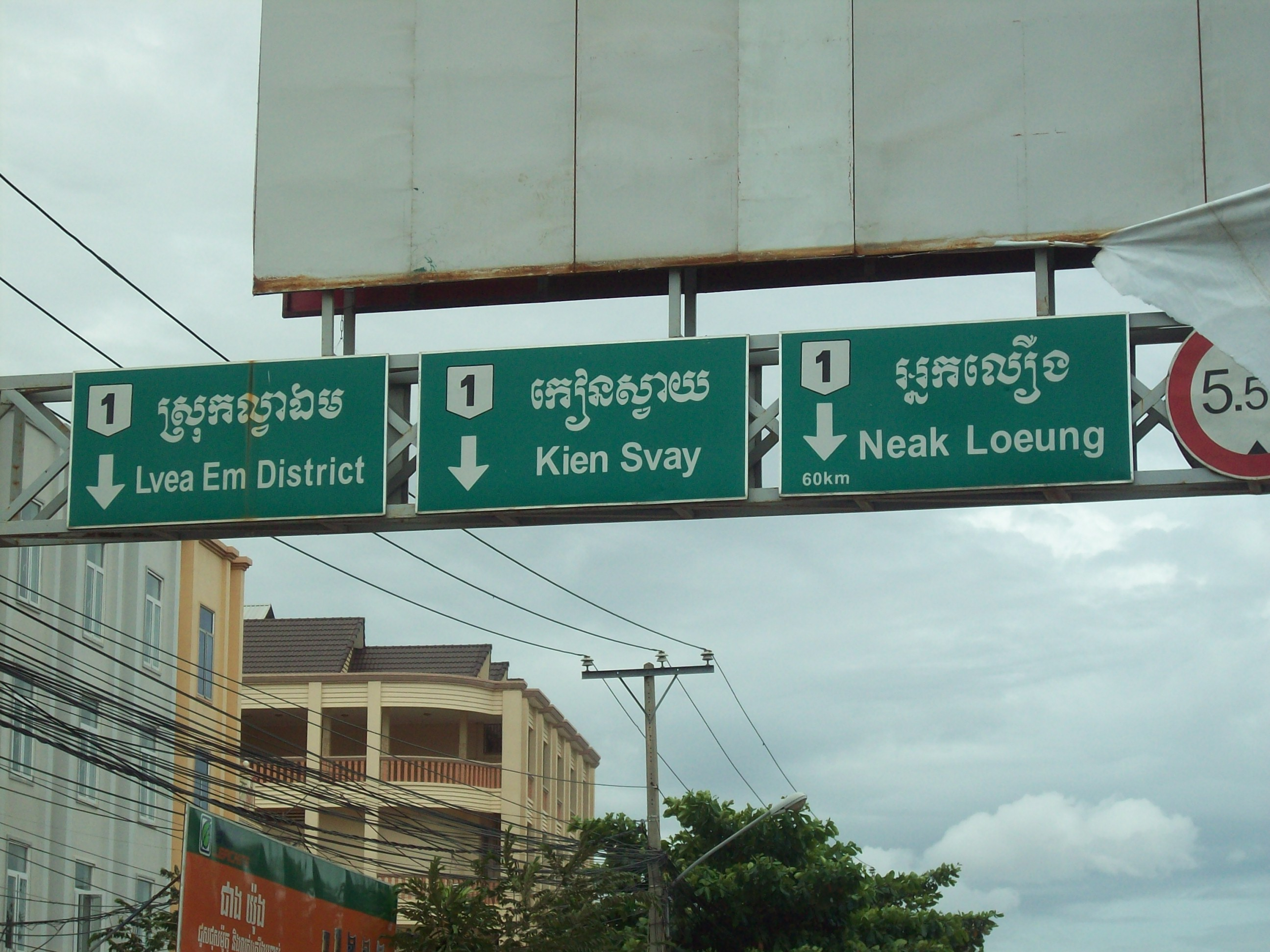
Beschilderung des National Highway 1 (2013)

Das Fernstraßennetz in Kambodscha besteht aus acht National Highways (NH), teils bezeichnet auch als National Roads (NR), Route Nationale (RN), oder einfach nur mit einer einstelligen Ziffer.
Sechs Fernstraßen beginnen in Phnom Penh und führen sternförmig in entfernte Landesteile (NH 1, 2, 3, 4, 5, 6).
Sie sind abgehend von Phnom Penh im Uhrzeigersinn durchnummeriert, wobei der Highway 1 südöstlich von Phnom Penh beginnt. Vier Fernstraßen enden an der Landesgrenze (NH 1, 2, 5, 7), der NH 4 führt zur Küste.
Der Abschnitt des NH 6 von Phnom Penh bis Skun hatte vormals die Bezeichnung 6A, sie findet nur noch informell Verwendung.
| Schild | Kurzbezeichnung | Name                | Verlauf                                                                           | Länge  |
| ------ | --------------- | ------------------- | --------------------------------------------------------------------------------- | ------ |
| N1     | NH 1            | National Highway 1  | Phnom Penh – Neak Loeung (Tsubasa Brücke) – Bavet – Grenze zu Vietnam             | 162 km |
| N2     | NH 2            | National Highway 2  | Phnom Penh – Ta Khmau – Takeo – Phnom Den – Grenze zu Vietnam                     | 120 km |
| N3     | NH 3            | National Highway 3  | Phnom Penh – Kampot – Veal Renh (NH 4)                                            | 189 km |
| N4     | NH 4            | National Highway 4  | Phnom Penh – Chbar Mon – Pich Nil Pass (168 m) – Veal Renh (NH 3) – Sihanoukville | 219 km |
| N5     | NH 5            | National Highway 5  | Phnom Penh – Battambang – Sisophon (NH 6) – Poipet – Grenze zu Thailand           | 405 km |
| N6     | NH 6            | National Highway 6a | Phnom Penh – Skuon (NH 7) – Siem Reap – Sisophon (NH 5)                           | 515 km |
| N7     | NH 7            | National Highway 7  | Skuon (NH 6) – Snuol – Kratie – Stung Treng – Grenze zu Laos                      | 447 km |
| N8     | NH 8            | National Highway 8  | (Prek Tamak Brücke) (NH 6) – Grenze zu Vietnam – Ponea Krek (NH 7)                | 126 km |

## Expressways

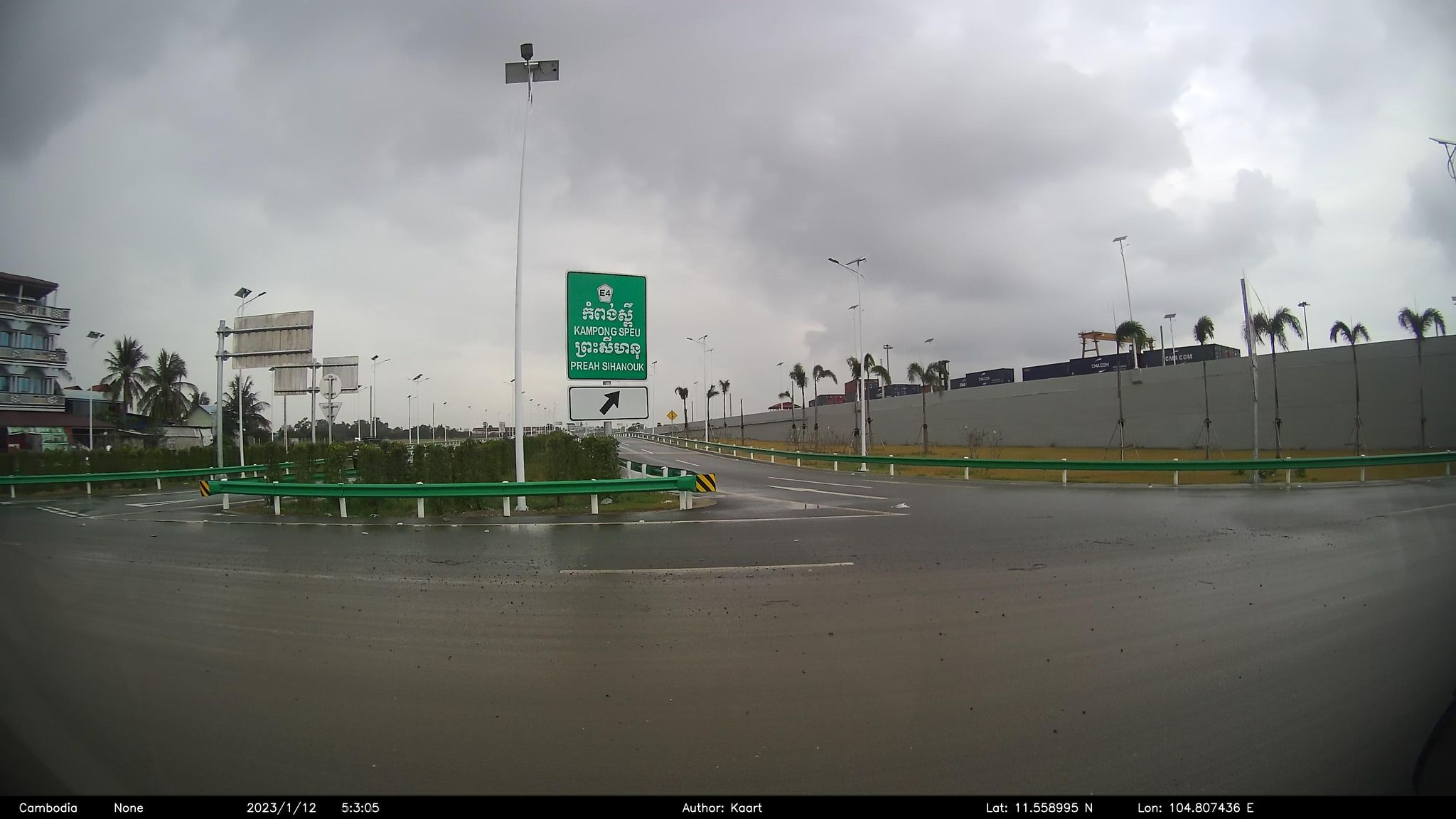
Expressway 4 in Phnom Penh (2023)

- Am 1. Oktober 2022 wurde der Phnom Penh – Sihanoukville Expressway (E 4) mit einer Länge von 187 km für den Verkehr freigegeben, die erste Autobahn in Kambodscha. Bis 31. Oktober war die Benutzung kostenlos. Die Benutzungsgebühr beträgt zirka 12 USD für Pkws und bis zu zirka 60 USD für schwere Lkws für die gesamte Strecke.[1][2] Im März 2019 fand bei einer feierlichen Zeremonie der Spatenstich statt. Dazu wurde ein erstes 150 Meter kurzes Teilstück bei Chbar Mon (Kampong Speu) komplett fertiggestellt, später aber wieder zurückgebaut.[3]

- Eine weitere Autobahn, der Phnom Penh – Bavet Expressway (E 1), befand sich seit 2019 in der Planungsphase sowie seit Juni 2023 in der Bauphase mit einer Länge von 135 km und weiter über den 55 km langen Ho Chi Minh City – Moc Bai Expressway (CT.16) nach Ho-Chi-Minh-Stadt in Vietnam führen.

- Aktuell in der Planungsphase befindet sich der Phnom Penh - Siem Reap - Poipet Expressway (E 6) mit einer Länge von zirka 400 km.

| Schild | Kurzbezeichnung | Name         | Verlauf                                                           | Länge  |
| ------ | --------------- | ------------ | ----------------------------------------------------------------- | ------ |
| E1     | E 1 (im Bau)    | Expressway 1 | Phnom Penh – Bavet – Grenze zu Vietnam                            | 135 km |
| E4     | E 4             | Expressway 4 | Phnom Penh – Kampong Speu – Pich Nil Pass (168 m) – Sihanoukville | 187 km |
| E6     | E 6 (geplant)   | Expressway 6 | Phnom Penh – Siem Reap – Poipet – Grenze zu Thailand              | 400 km |